# Sean St Ledger
Sean Patrick St Ledger-Hall (Birmingham,  28 december 1984) is een Engels voetballer die voornamelijk als verdediger speelt. In augustus van 2015 verruilde hij Orlando City voor Colorado Rapids. Ledger debuteerde in 2009 in het Iers voetbalelftal, waarmee hij deelnam aan onder meer het Europees kampioenschap voetbal 2012.

## Clubcarrière
Ledger begon zijn carrière in 2001 als jeugdspeler bij Peterborough United FC. In 2002 begon hij hier bij het eerste team. Hij speelde voornamelijk als centrale verdediger. In januari 2004 kwam hij op uitleenbasis terecht bij Stevenage Borough. Ook werkte hij mee aan de documentaireserie Big Ron Manager.
Op aandringen van Barry Fry speelde Ledger een proefperiode bij Birmingham City. Eind juli 2006 tekende hij een driejarig contract bij Preston North End FC. Op 9 april 2007 scoorde hij zijn eerste doelpunt voor deze club in een wedstrijd tegen Southend United. Tijdens zijn eerste seizoen in Deepdale stond Ledger 42 keer opgesteld. Het seizoen 2008/09 was zijn meest succesvolle bij Preston. Ledger scoorde toen zes keer tegen Watford, Barnsley, Derby, Wolves, QPR en Sheffield Wednesday. Zijn laatste seizoen, in 2011, werd echter gekenmerkt door blessures.
In september 2009 speelde Ledger op uitleenbasis voor Middlesbrough FC. Er was uitzicht op een vast contract, maar dat kwam er niet van.
Op 4 juli 2011 tekende Ledger voor drie jaar bij Leicester City. Hij maakte zijn debuut voor deze club op 17 augustus 2011.  Op 28 maart 2013 werd hij tijdelijk uitgeleend aan Milwall. Op 27 november 2014 tekende hij een contract bij Ipswich Town. Hij speelde daar geen enkele wedstrijd en verliet de club op 29 december 2014. Vervolgens tekende hij na een succesvolle stage op 5 maart 2015 bij Orlando City. Hij speelde bij Orlando in vijftien competitiewedstrijden. Op 1 augustus 2015 besloot de club dat St. Ledger Orlando City moest verlaten. De reden hiervoor bleef onbekend. De club sprak zelf van een serious breach of club policy. Volgens verschillende bronnen hadden St. Ledger en ploegmaat Martin Paterson na een wedstrijd in New York het vliegtuig terug naar Orlando gemist. Ze verbleven vervolgens enkele dagen langer in New York en kwamen niet opdagen op twee opeenvolgende clubtrainingen. Op 7 augustus 2015 tekende St. Ledger bij Colorado Rapids. Zijn debuut maakte hij op 14 augustus 2015 tegen San Jose Earthquakes.

## Interlandcarrière
Hoewel hij de Britse nationaliteit heeft, mag Ledger toch uitkomen voor het Iers voetbalelftal, omdat zijn grootvader uit Carlow komt. Ledger maakte zijn debuut in dit elftal op 29 mei 2009 in de vriendschappelijke wedstrijd tegen Nigeria (1-1) in Londen, net als Keiren Westwood (Coventry City), Eddie Nolan (Preston North End), Kevin Foley (Wolverhampton Wanderers), Liam Lawrence (Stoke City) en Leon Best (Coventry City). Hij maakte zijn eerste doelpunt voor Ierland in een wedstrijd tegen het Italiaanse voetbalelftal in oktober 2009. Zijn tweede internationale doelpunt was op 12 oktober 2010 tegen Slowakije. Tijdens het EK 2012 scoorde hij het enige doelpunt van de Ieren, in de wedstrijd tegen Kroatië.